# رافاييل مولينا موريلو
رافاييل مولينا موريلو هو دبلوماسي دومينيكاني، ولد في 30 مارس 1930، وتوفي في 2 أبريل 2017.